# Tennistoernooi van Båstad 2022
|                                        |  |                                            |
| Jang Su-jeong, winnares bij de vrouwen |  | Francisco Cerúndolo, winnaar bij de mannen |

Het tennistoernooi van Båstad van 2022 werd van 4 tot en met 17 juli 2022 gespeeld op de gravelbanen van het Båstad Tennisstadion in de Zweedse plaats Båstad. De officiële naam van het toernooi was Nordea Open.
Het toernooi bestond uit twee delen:
- WTA-toernooi van Båstad 2022, het toernooi voor de vrouwen (4–9 juli)
- ATP-toernooi van Båstad 2022, het toernooi voor de mannen (11–17 juli)

## Toernooikalender
| WTA               | juli 2022 | juli 2022 | juli 2022 | juli 2022    | juli 2022    | juli 2022 |
| WTA               | maa 4     | din 5     | woe 6     | don 7        | vrĳ 8        | zat 9     |
| ----------------- | --------- | --------- | --------- | ------------ | ------------ | --------- |
| vrouwenenkelspel  | 1e ronde  | 1e ronde  | 2e ronde  | kwartfinale  | halve finale | finale    |
| vrouwendubbelspel | 1e ronde  | 1e ronde  | 2e ronde  | halve finale | finale       |           |

| ATP              | juli 2022 | juli 2022 | juli 2022 | juli 2022 | juli 2022    | juli 2022    | juli 2022 |
| ATP              | maa 11    | din 12    | woe 13    | don 14    | vrĳ 15       | zat 16       | zon 17    |
| ---------------- | --------- | --------- | --------- | --------- | ------------ | ------------ | --------- |
| mannenenkelspel  | 1e ronde  | 1e ronde  | 2e ronde  | 2e ronde  | kwartfinale  | halve finale | finale    |
| mannendubbelspel | 1e ronde  | 1e ronde  | 2e ronde  | 2e ronde  | halve finale | halve finale | finale    |

ATP-toernooi van Båstad‎ – WTA-toernooi van Båstad

2009 · 2010 · 2011 · 2012 · 2013 · 2014 · 2015 · 2016 · 2017 · 2018 · 2019 · 2020 · 2021 · 2022 · 2023 · 2024